# Литературный процесс в Донецке
Литературный процесс в Донецке — часть общего[уточнить] литературного процесса на Украине, связанная с городом Донецк. Город посещали известные писатели, некоторые жили в нём постоянно, в результате чего Донецк, его история и жители получили отражение в произведениях художественной литературы. Изучение этого процесса — предмет литературного краеведения.

## XIX век
В 1890 году в Юзовку (прежнее название Донецка) к брату приезжал Викентий Вересаев, который 1892 году на юзовском материале пишет восемь очерков под общим названием «Подземное царство». В 1892 году Вересаев вновь приезжает в Юзовку для борьбы с холерой. Этот приезд ложится в основу повести «Без дороги» в которой рассказано об условиях труда и быта шахтёров.
В 1896 году как корреспондент киевских газет в Юзовку приезжает Александр Куприн. Он пишет очерки «Юзовский завод», «В главной шахте» (о гладковском Руднике), «В огне» (о металлургическом заводе) и повесть «Молох».
Юзовку от газеты «Приазовский край» в 1896 году посещал Александр Серафимович, который потом написал рассказ «На заводе».

## XX век
Константин Паустовский приезжал на Юзовский завод в качестве приёмщика снарядов, свой приезд в Юзовку он описал в автобиографической повести «Книга о жизни. Беспокойная юность».
В 1911 году в Донецке (Юзовке) родился Леонид Михайлович Жариков (Илья Милахиевич Жариков) (1911—1985), написавший о своей донецкой юности книгу «Повесть о суровом друге».
В 1920-х годах в Донецке жил Василий Гроссман, который в 1934 году опубликовал повесть из жизни шахтёров и заводской интеллигенции «Глюкауф». Также в романе Гроссмана «Степан Кольчугин» действие происходит в Юзовке накануне 1905 года.
Семён Кирсанов написал стихотворение о выступлении Владимира Маяковского в донецком цирке в 1927 году.
С 1946 по 1954 год в Донецке жил Борис Горбатов, здесь он пишет пьесу «Юность отцов», повесть «Непокорённые», сценарии кинофильмов «Это было в Донбассе», «Донецкие шахтёры».
Илья Гонимов жил и работал в Донецке, он написал повести «Шахтарчук» (1930), «Старая Юзовка» и «На берегу Кальмиуса» (1940).
После освобождения Донецка от немецкой оккупации в Великую Отечественную войну в Донецк приезжает Лариса Черкашина. Она пишет повесть о донецких подпольщиках «В нашем городе» (1947), «Город шахтёров» (1950), «Донецкая быль» (1950).
Василий Семенович Стус с 1954 по 1960 учился на историко-филологическом факультете Донецкого государственного педагогического университета и занимался в литературной студии под руководством Т. Духовного.
Роман Григория Володина «Дикое поле» (1982) рассказывает о Юзовке 1917—1918 годов, в романе название города изменено на «Юровка», но остальная топонимика сохраняется.
Юность Петра Григоренко прошла в Юзовке, в его мемуарах «В подполье можно встретить только крыс…» есть главы «Повариться в рабочем котле», "Продолжаю «вариться»…", в которых описывается город.
В 1988 году в Донецке учился Веня Д’ркин, он написал песню «Донецк — мой папа».

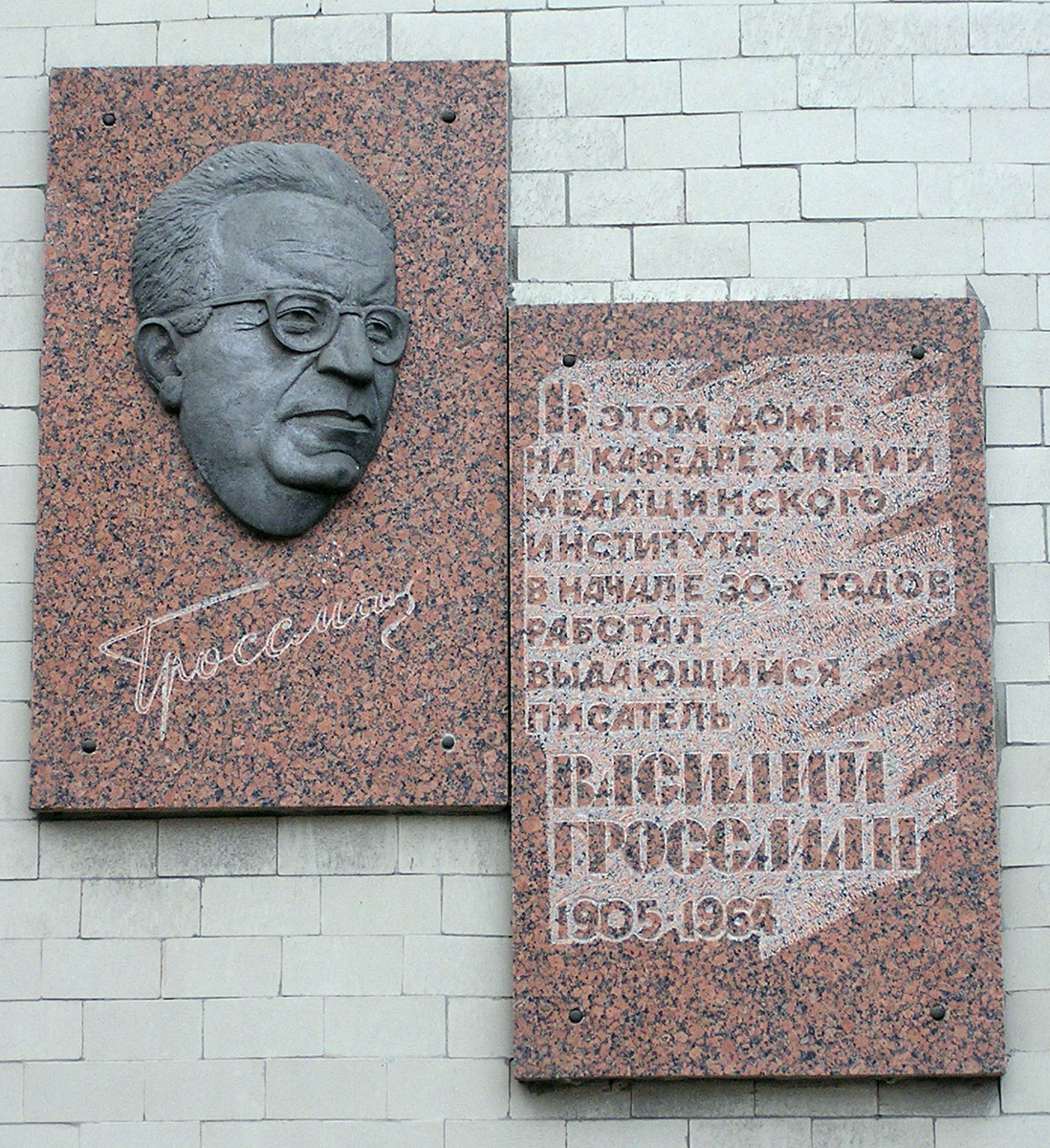
Мемориальная доска на доме, в котором работал Василий Гроссман
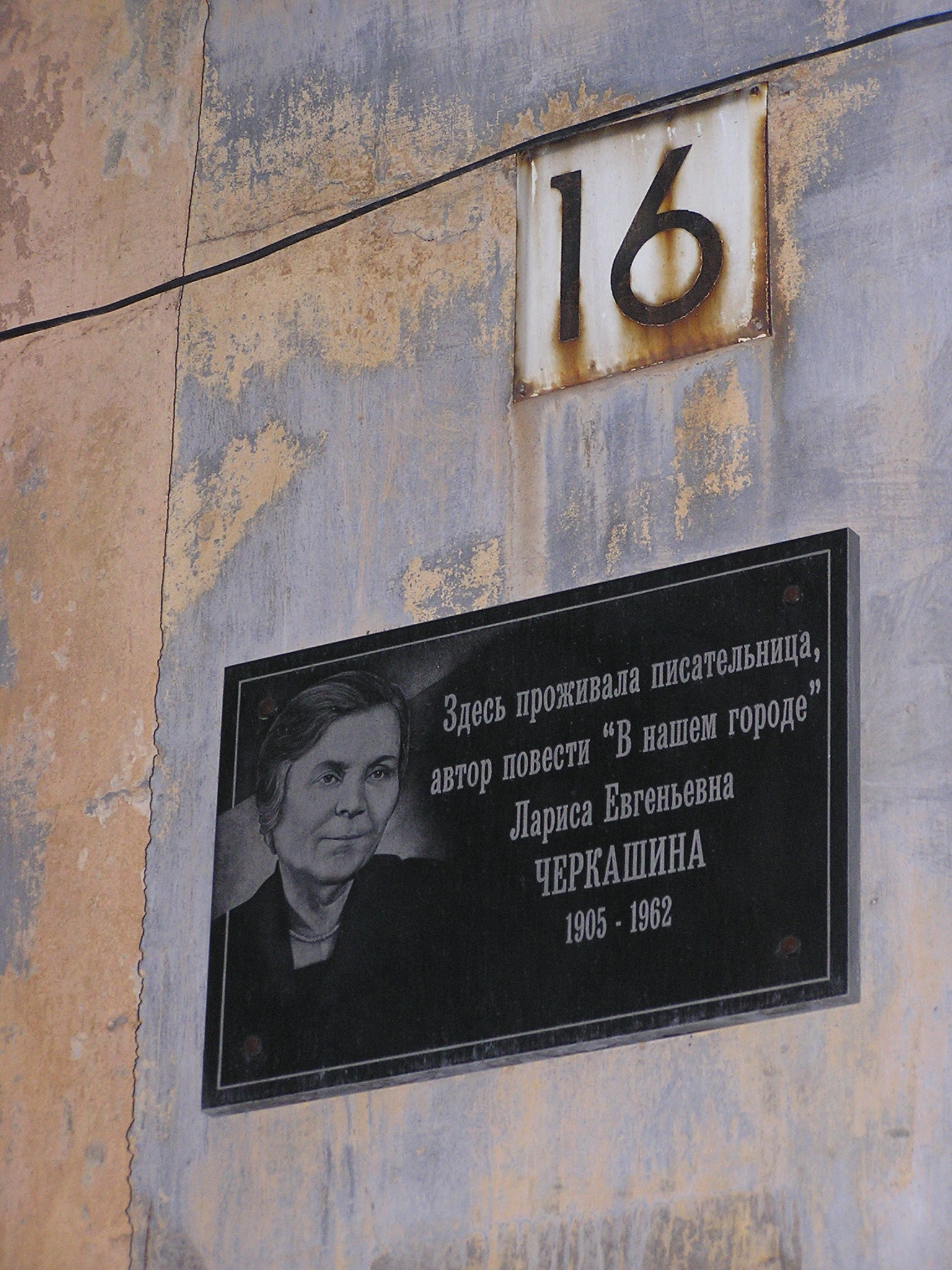
Мемориальная доска на доме, в котором жила Лариса Черкашина
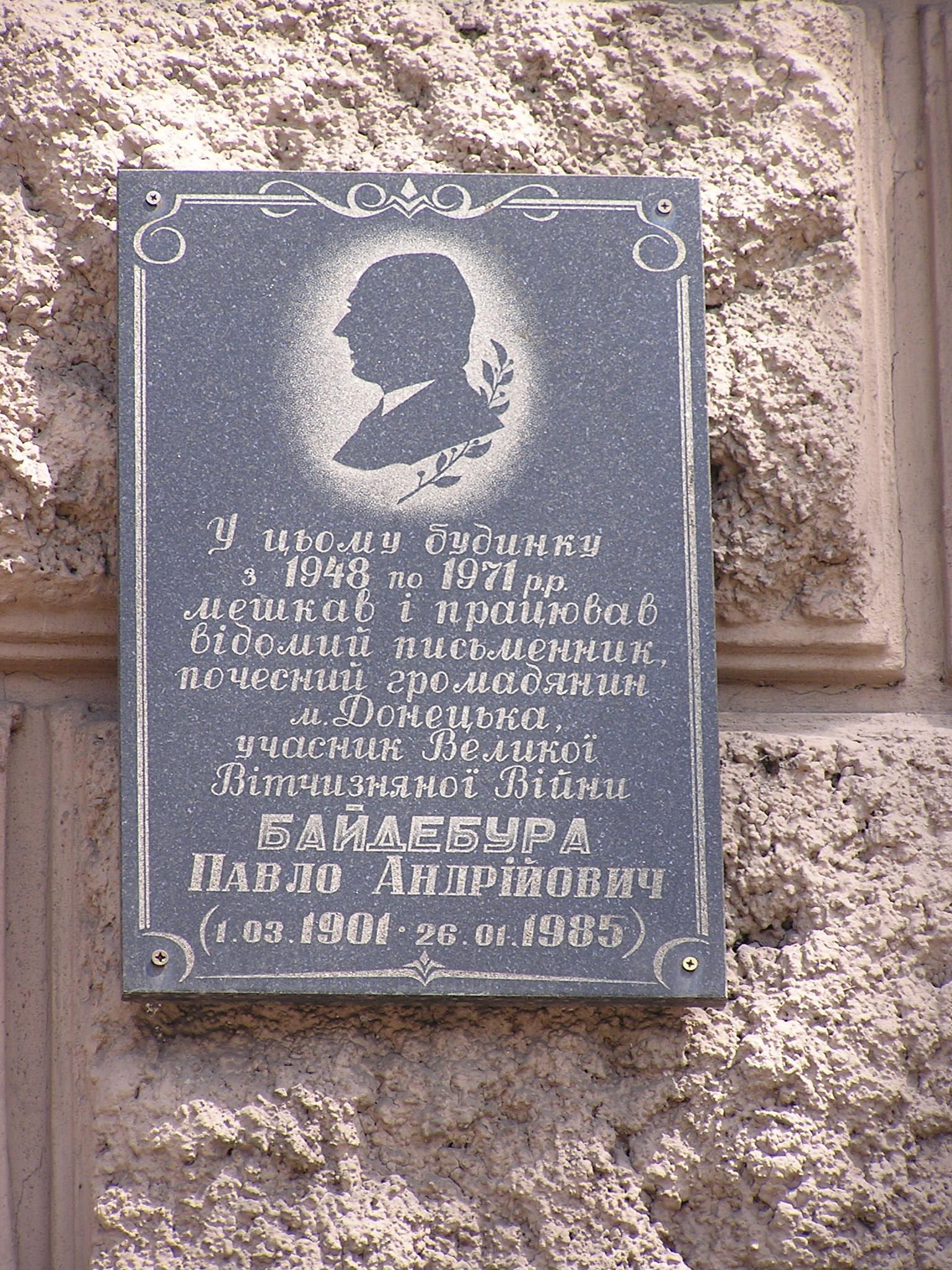
Мемориальная доска на доме, в котором жил и работал Павел Байдебура
Мемориальная доска на филологическом факультете Донецкого национального университета, где учился Василий Стус.
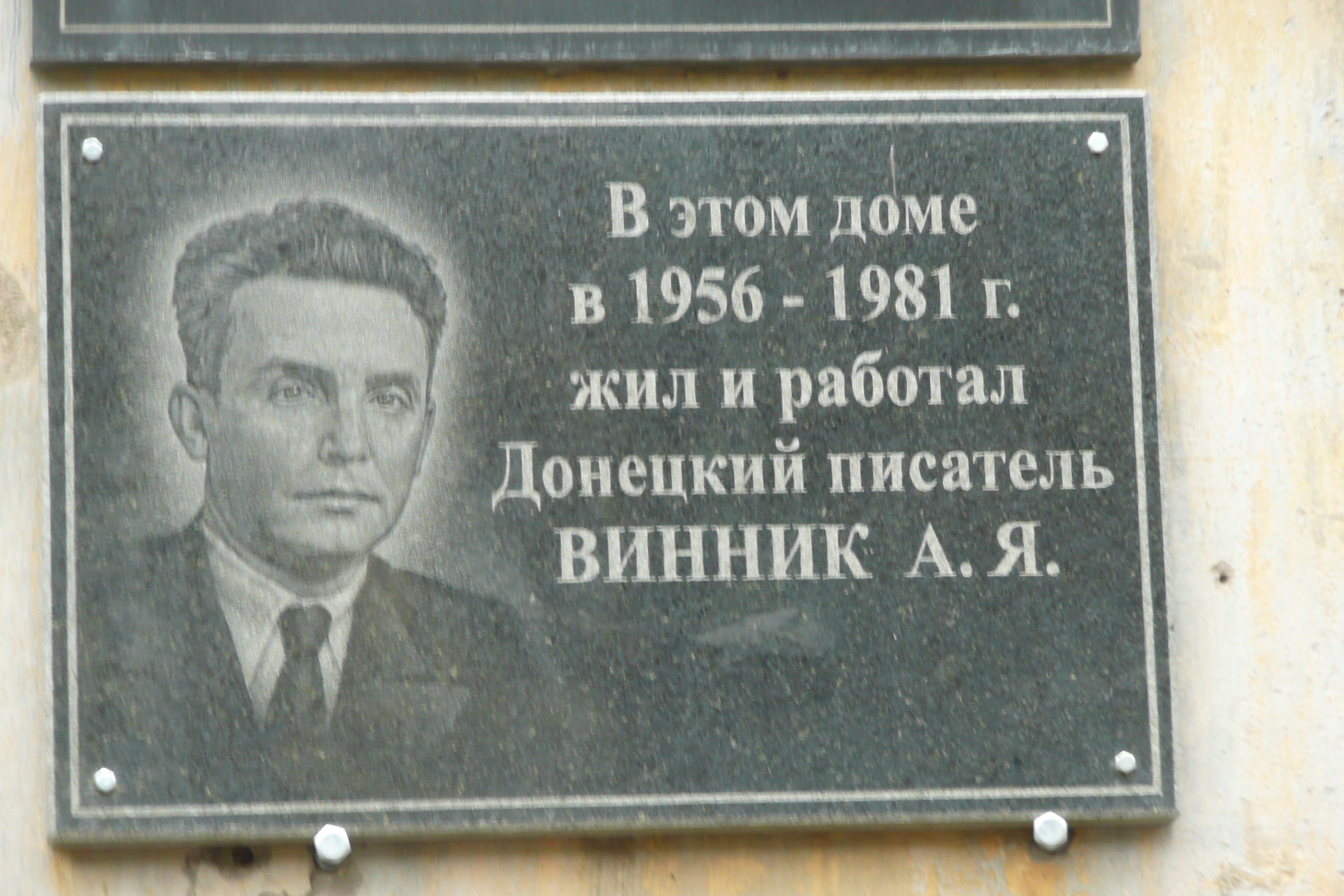
Мемориальная доска на доме, в котором жил и работал Александр Винник
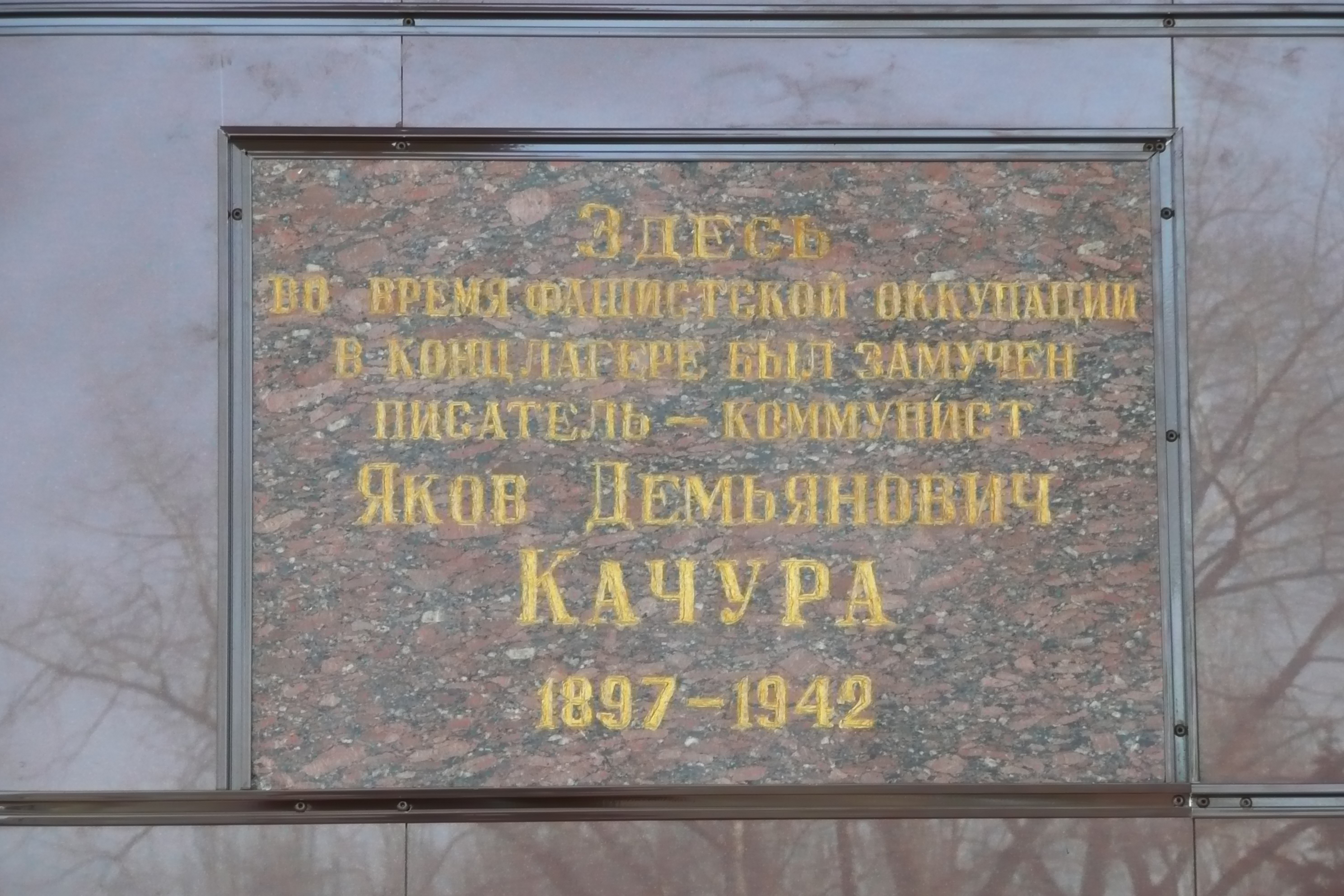
Мемориальная доска на дворце культуры металлургов, где во время войны в концлагере погиб Яков Качура

Другие авторы:
- Баздырев, Александр Григорьевич — русский писатель, последние годы жизни провёл в Донецке. В Донецке он работал над романом о партизанском движении на Алтае.
- Летюк, Евген Николаевич — украинский поэт
- Александр Стонаев — поэт, профессиональный автостопщик
- Иван Костыря

Издательства:
- «Сталкер»

Организации:
- Донецкая областная организация союза писателей Украины
- клуб любителей фантастики «Гуманоид».

## XXI век
В Донецке жил и творил, в 2017 году скончался Юрий Таран — советский писатель-юморист, военный моряк и журналист.
В 2016 году Михаил Белозёров написал роман об актёре Андрее Панине «Актёрский роман».
В 2018 году Михаил Белозёров написал роман о войне в Донбассе «На высоте птичьего полёта».
В 2020 году Михаил Белозёров написал мистический роман о Михаиле Булгакове «Крылья Мастера/Ангел Маргариты».
На базе Донецкой областной библиотеки имени Крупской работает клуб любителей фантастики «Странник». Основатель и председатель клуба — Фёдор Березин, также в клубе принимают участие следующие авторы: Виталий Забирко, Владислав Русанов, Ярослав Веров (коллективный псевдоним Глеба Гусакова и Александра Христова), Георгий Савицкий, Михаил Белозёров, Евгений Белоглазов. Авторы клуба с 2010-х годов начали активное сотрудничество с луганским издательством «Шико» и провели совместно ряд мероприятий — презентации книг издательства, встречи с авторами и автограф-сессии. 15-17 июля 2011 года клуб провёл в Донецке конференцию «Чумацкий Шлях» («Фантлаб-2011»).

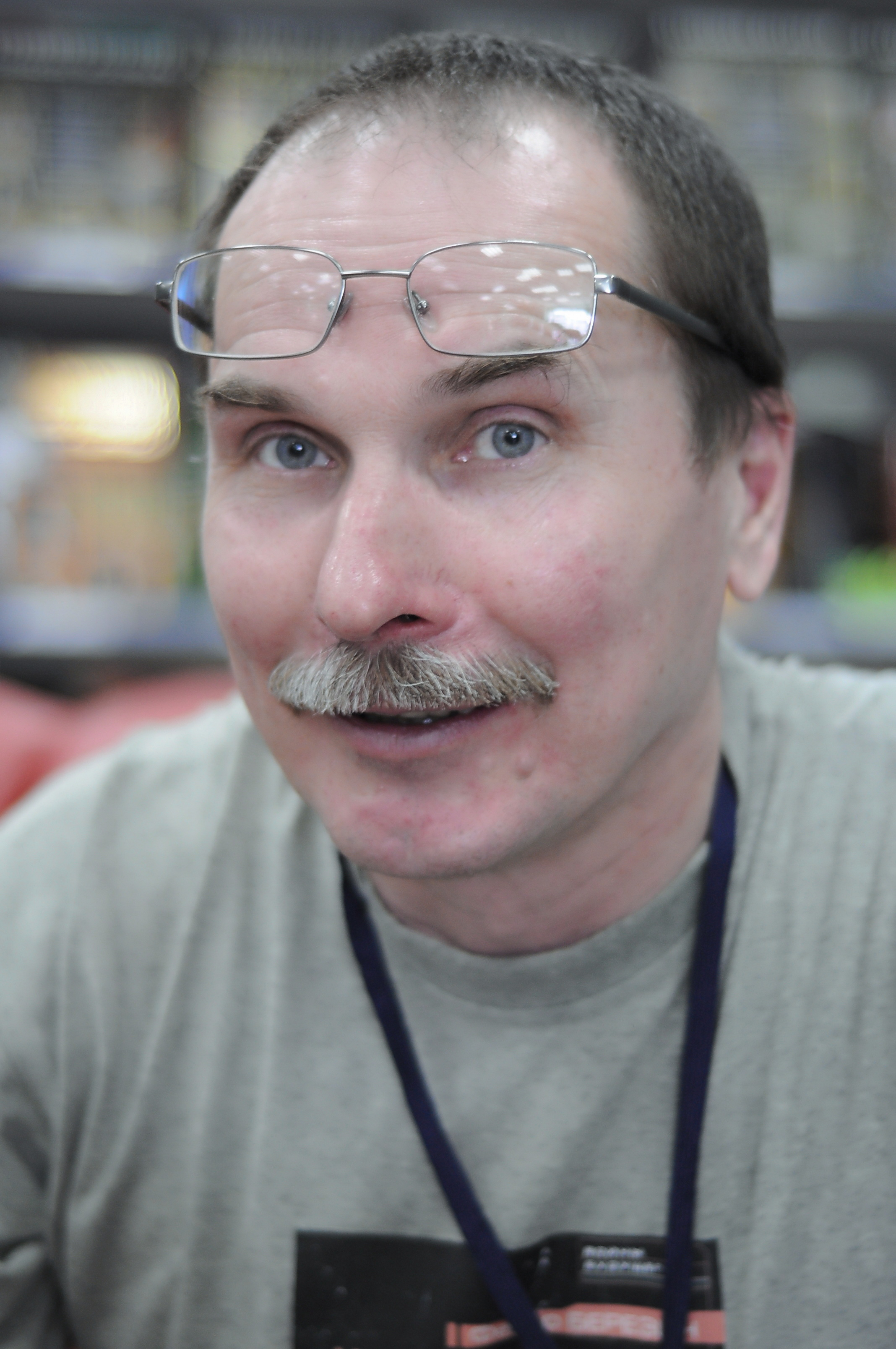
Фёдор Березин
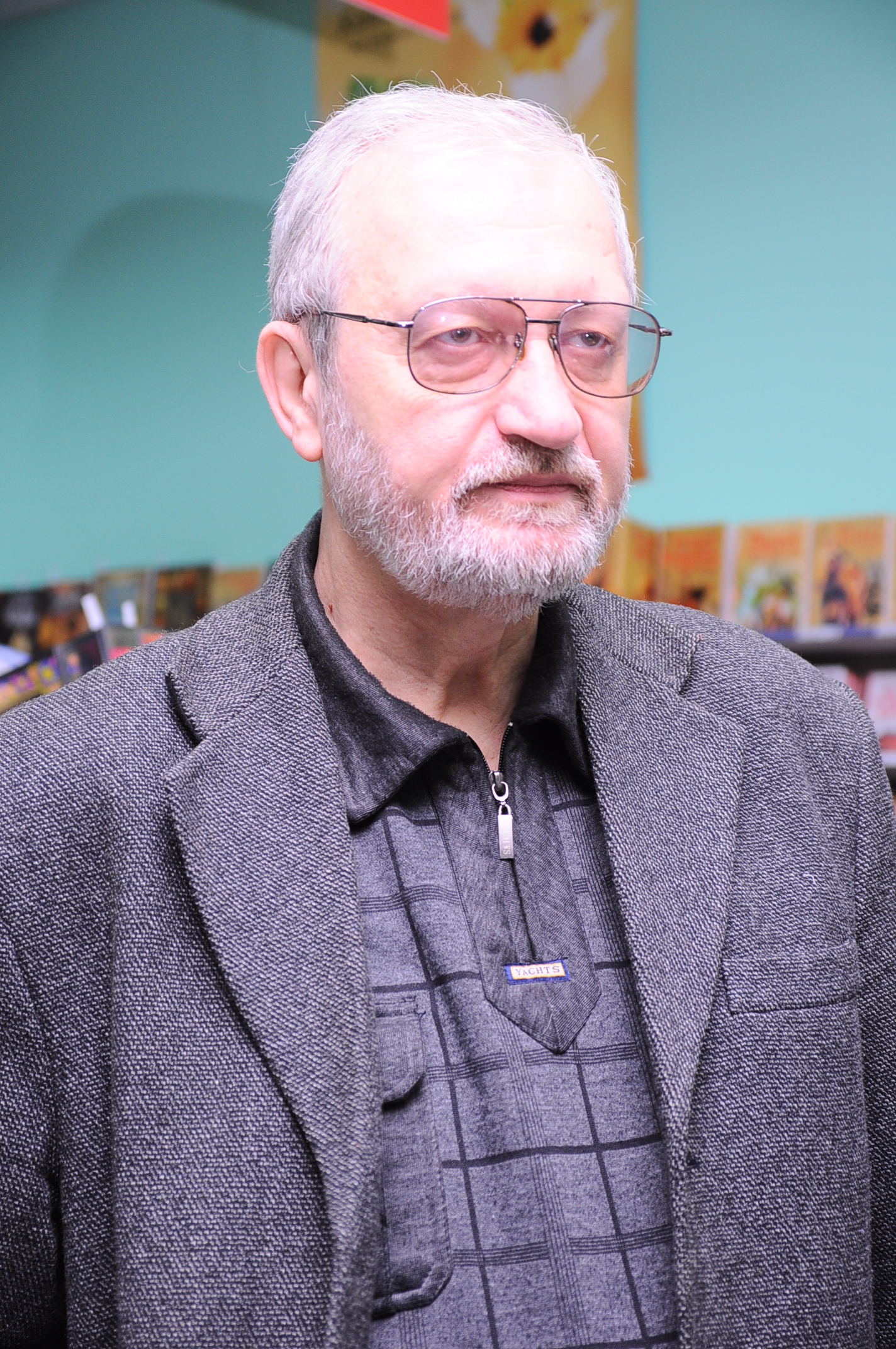
Виталий Забирко
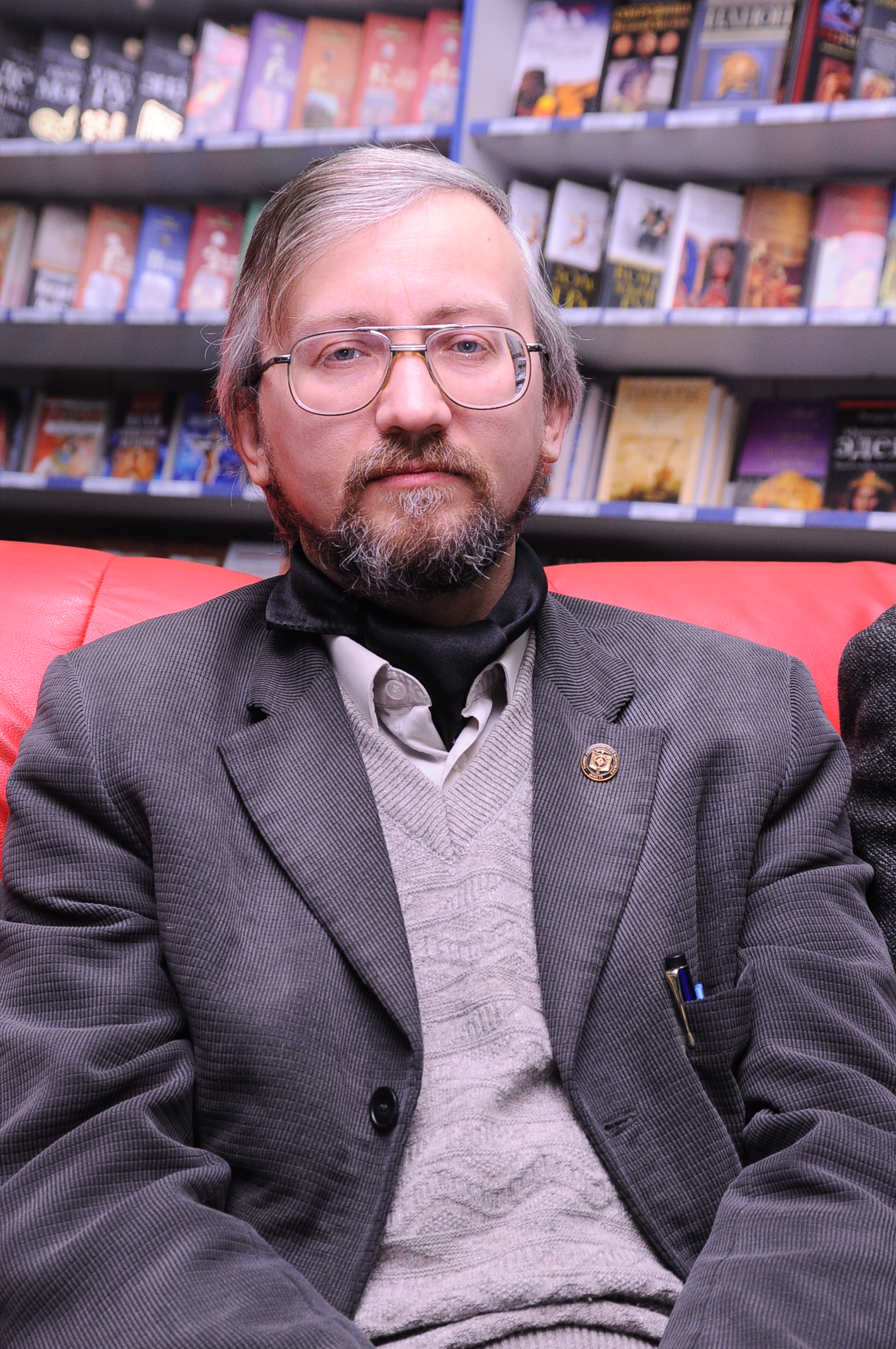
Владислав Русанов
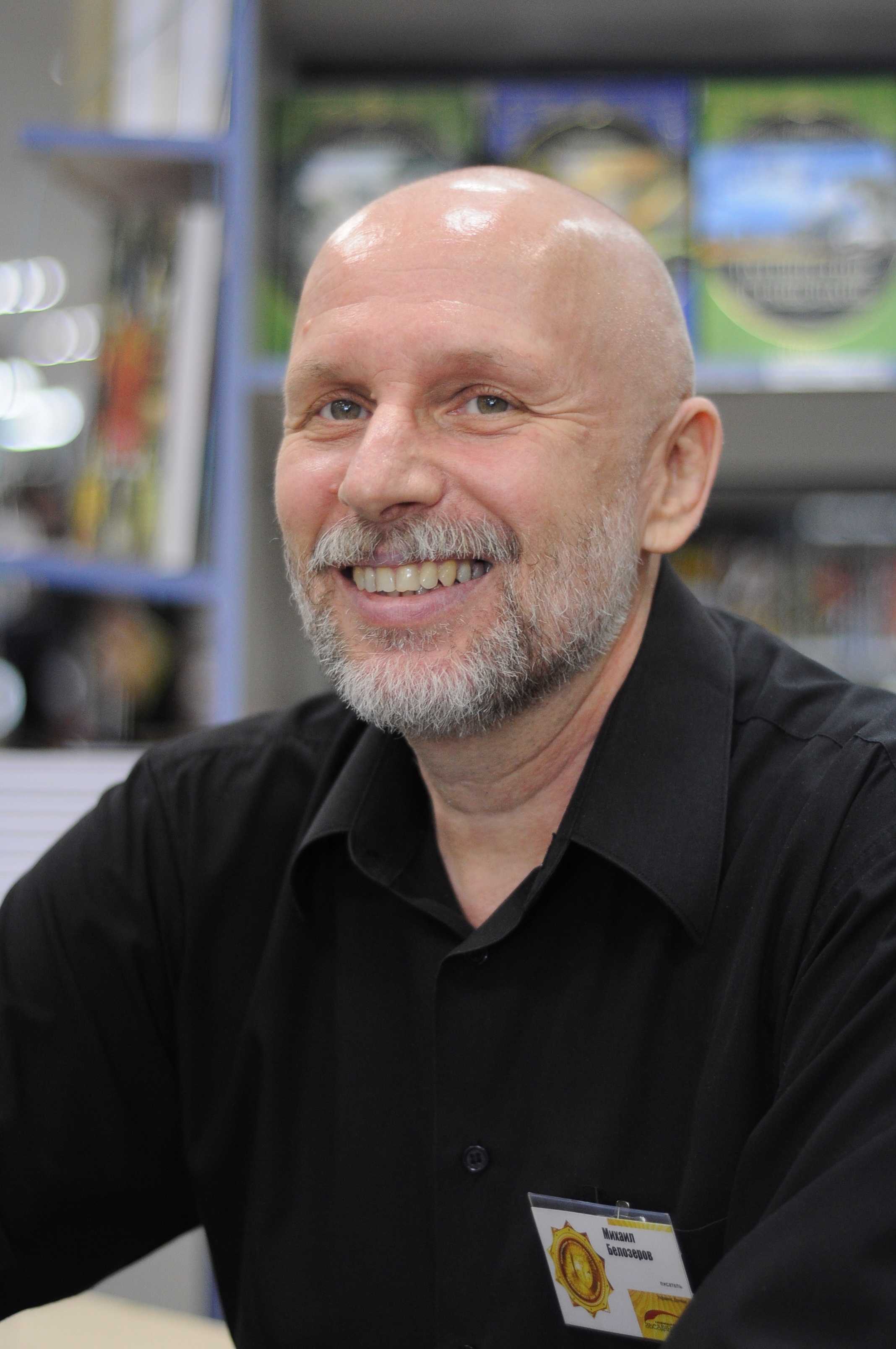
Михаил Белозёров

В 2011 году под руководством Евгения Ясенова стартовал литературный проект «Донецк, я люблю тебя!», объединяющий короткие произведения художественной прозы разных авторов. Все включенные в сборник произведения имеют две общих черты: их действие происходит в городе Донецк, в них так или иначе затрагивается тема любви.
Организации:
- «Кораблёвник»